# Gran Premio d'Ungheria 1994
Il Gran Premio d'Ungheria 1994 si svolse il 14 agosto 1994 sul tracciato dell'Hungaroring e fu il decimo appuntamento mondiale della stagione 1994.
In questa gara ci fu l'ultima apparizione in F1 per Olivier Beretta che dopo il gran premio venne appiedato. Inoltre Mika Häkkinen, squalificato per aver causato un incidente nella gara precedente in Germania, fu sostituito da Philippe Alliot.
Michael Schumacher su Benetton-Ford vinse la gara piuttosto agevolmente. Seguì al secondo posto la Williams-Renault di Damon Hill e poi l'altra Benetton-Ford di Jos Verstappen, al suo primo podio in carriera, conquistato anche grazie al ritiro di Martin Brundle, in terza posizione fino a poche curve dalla bandiera a scacchi.

## Gara
Alla partenza Schumacher viene sopravanzato da Hill, ma già alla prima curva è in grado di riprendersi la prima posizione; questo fu l'unico stravolgimento per ciò che concerne i gradini più alti del podio, giacché dopo il controsorpasso il Kaiser non abbandonò più la testa della corsa e vinse il Gran Premio con relativa facilità davanti al rivale britannico. Decisamente più movimentata fu invece la lotta per le posizioni di rincalzo.
Dallo start scatta come un fulmine Panis, che guadagna tre posizioni e si ritrova sesto; successivamente si scoprirà che il francese era stato autore di una partenza anticipata, ma curiosamente non riceverà alcuna penalizzazione. Nel corso del primo giro una collisione tra le Jordan di Irvine e Barrichello coinvolge anche la Tyrrell del giapponese Katayama, con il trio che è costretto a ritirarsi. Una dinamica molto simile si verificherà al giro numero 30, quando il contatto tra le vetture degli italiani De Cesaris e Morbidelli porterà entrambi ad abbandonare la gara. 
Al 59º passaggio la monoposto di Alesi, in quel momento quarto, perde olio dal cambio costringendo il transalpino a parcheggiarla all'uscita della piccola chicane. Martini scivola sul liquido versato dalla Ferrari e finisce nella sabbia. Nel giro successivo Coulthard, che sta difendendo la terza posizione dalla rimonta di Brundle, affronta la grande curva a destra di metà percorso facendo perno su un piccolo dosso: lo scozzese si gira e colpisce violentemente le barriere, ponendo fine alla sua gara (fortunatamente non ci saranno conseguenze fisiche per lui).
A cinque giri dal termine il motore di Berger, che stava occupando la quinta piazza, accusa una perdita della pressione dell'aria e l'austriaco è costretto dapprima a fermarsi ai box e poi a ritirarsi: per la prima volta nella stagione 1994, nessuna delle due Ferrari vede la bandiera a scacchi. Nelle ultime tornate, il motore Peugeot della McLaren di Brundle, ormai avviato verso il gradino più basso del podio, da segni di surriscaldamento, per cui dai box della Benetton viene chiesto a Schumacher di far sdoppiare il compagno di squadra Verstappen, nella speranza che l'olandese possa approfittare di una defaillance del britannico.
La circostanza si verifica proprio nel corso dell'ultimo giro: Brundle viene colpito da un guasto all'alternatore e deve abbandonare la sua vettura sul prato. Ciò consente a Verstappen di conquistare il terzo posto in extremis. Michael Schumacher vince il suo settimo Gran Premio della stagione, Hill si accontenta del secondo posto e il giovane Verstappen conquista il suo primo podio. Brundle è al quarto posto nonostante il suo ritiro mentre completano la zona punti Blundell quinto e Panis sesto.

### Classifica
| Pos | N. | Pilota                | Costruttore       | Giri | Tempo/Ritiro                             | P. al via | Punti |
| --- | -- | --------------------- | ----------------- | ---- | ---------------------------------------- | --------- | ----- |
| 1   | 5  | Michael Schumacher    | Benetton-Ford     | 77   | 1.48:00.185                              | 1         | 10    |
| 2   | 0  | Damon Hill            | Williams-Renault  | 77   | +20.827                                  | 2         | 6     |
| 3   | 6  | Jos Verstappen        | Benetton-Ford     | 77   | +1:10.329                                | 12        | 4     |
| 4   | 8  | Martin Brundle        | McLaren-Peugeot   | 76   | Problemi elettrici                       | 6         | 3     |
| 5   | 4  | Mark Blundell         | Tyrrell-Yamaha    | 76   | +1 giro                                  | 11        | 2     |
| 6   | 26 | Olivier Panis         | Ligier-Renault    | 76   | +1 giro                                  | 9         | 1     |
| 7   | 24 | Michele Alboreto      | Minardi-Ford      | 75   | +2 giri                                  | 20        |       |
| 8   | 20 | Érik Comas            | Larrousse-Ford    | 75   | +2 giri                                  | 21        |       |
| 9   | 19 | Olivier Beretta       | Larrousse-Ford    | 75   | +2 giri                                  | 25        |       |
| 10  | 25 | Éric Bernard          | Ligier-Renault    | 75   | +2 giri                                  | 18        |       |
| 11  | 31 | David Brabham         | Simtek-Ford       | 74   | +3 giri                                  | 23        |       |
| 12  | 28 | Gerhard Berger        | Ferrari           | 72   | Motore                                   | 4         |       |
| 13  | 11 | Alessandro Zanardi    | Lotus-Mugen-Honda | 72   | +5 giri                                  | 22        |       |
| Rit | 9  | Christian Fittipaldi  | Footwork-Ford     | 69   | Trasmissione                             | 16        |       |
| Rit | 2  | David Coulthard       | Williams-Renault  | 59   | Incidente                                | 3         |       |
| Rit | 27 | Jean Alesi            | Ferrari           | 58   | Cambio                                   | 13        |       |
| Rit | 23 | Pierluigi Martini     | Minardi-Ford      | 58   | Testacoda                                | 15        |       |
| Rit | 30 | Heinz-Harald Frentzen | Sauber-Mercedes   | 39   | Cambio                                   | 8         |       |
| Rit | 12 | Johnny Herbert        | Lotus-Mugen-Honda | 34   | Problemi elettrici                       | 24        |       |
| Rit | 29 | Andrea De Cesaris     | Sauber-Mercedes   | 30   | Collisione con G.Morbidelli              | 17        |       |
| Rit | 10 | Gianni Morbidelli     | Footwork-Ford     | 30   | Collisione con A.De Cesaris              | 19        |       |
| Rit | 7  | Philippe Alliot       | McLaren-Peugeot   | 21   | Perdita d'acqua                          | 14        |       |
| Rit | 32 | Jean-Marc Gounon      | Simtek-Ford       | 9    | Assetto                                  | 26        |       |
| Rit | 3  | Ukyo Katayama         | Tyrrell-Yamaha    | 0    | Collisione con R.Barrichello, E.Irvine   | 5         |       |
| Rit | 15 | Eddie Irvine          | Jordan-Hart       | 0    | Collisione con R.Barrichello, U.Katayama | 7         |       |
| Rit | 14 | Rubens Barrichello    | Jordan-Hart       | 0    | Collisione con E.Irvine, U.Katayama      | 10        |       |
| NQ  | 34 | Bertrand Gachot       | Pacific-Ilmor     |      |                                          |           |       |
| NQ  | 33 | Paul Belmondo         | Pacific-Ilmor     |      |                                          |           |       |

## Classifiche

### Piloti
| Pos | Pilota                | Punti |
| --- | --------------------- | ----- |
| 1   | Michael Schumacher    | 76    |
| 2   | Damon Hill            | 45    |
| 3   | Gerhard Berger        | 27    |
| 4   | Jean Alesi            | 19    |
| 5   | Rubens Barrichello    | 10    |
| 6   | Martin Brundle        | 9     |
| 7   | Mika Häkkinen         | 8     |
| 8   | Olivier Panis         | 7     |
| 9   | Nicola Larini         | 6     |
| =   | Christian Fittipaldi  | 6     |
| =   | Mark Blundell         | 6     |
| 12  | Heinz Harald Frentzen | 5     |
| =   | Ukyo Katayama         | 5     |
| 14  | Karl Wendlinger       | 4     |
| =   | Andrea De Cesaris     | 4     |
| =   | Pierluigi Martini     | 4     |
| =   | David Coulthard       | 4     |
| =   | Éric Bernard          | 4     |
| =   | Jos Verstappen        | 4     |
| 20  | Érik Comas            | 2     |
| =   | Gianni Morbidelli     | 2     |
| 22  | Michele Alboreto      | 1     |
| =   | Eddie Irvine          | 1     |
| =   | JJ Lehto              | 1     |

### Costruttori
| Pos | Team      | Punti |
| --- | --------- | ----- |
| 1   | Benetton  | 81    |
| 2   | Ferrari   | 52    |
| 3   | Williams  | 49    |
| 4   | McLaren   | 17    |
| 5   | Jordan    | 14    |
| 6   | Ligier    | 11    |
| =   | Tyrrell   | 11    |
| 8   | Sauber    | 10    |
| 9   | Footwork  | 8     |
| 10  | Minardi   | 5     |
| 11  | Larrousse | 2     |